# 3403 Tammy
3403 Tammy este un asteroid din centura principală, descoperit pe 25 septembrie 1981 de Laurence Taff.